# Gelijkmoedigheid
Gelijkmoedigheid is een toestand van psychische stabiliteit en kalmte. Deze toestand is niet te beïnvloeden door stressvolle en pijnvolle situaties en is het tegenovergestelde van neuroticisme, rusteloosheid en onrust. Het is filosofische onverschilligheid voor de dingen die niet ter zake doen.

## Emotionele stabiliteit
Emotionele stabiliteit is een onderdeel van een gelijkmoedige geest. De persoonlijkheidsleer van Hans Eysenck heeft aangetoond dat mensen die laag scoren op neuroticisme beter bestand zijn tegen stressvolle situaties. Bij gelijkmoedigheid weet men zich boven de situatie te plaatsen, deze te begrijpen en te overzien en zich hierdoor niet te laten beïnvloeden. Een gelijkmoedig persoon is geen onverschillig persoon.

## Gelijkmoedigheid in religies
Gelijkmoedigheid komt voor als deugd in verscheidene religies. Gelijkmoedigheid is dan de bewustzijnsstaat waarnaar gestreefd wordt tijdens meditaties. Binnen het boeddhisme heet deze staat Upekka en binnen het Hindoeïsme is gelijkmoedigheid een term om Brahmaan mee te beschrijven. Gelijkmoedigheid valt binnen vier verheven toestanden van de geest, genaamd de Brahmaviharā, waarnaar wordt gestreefd bij yoga.
Gelijkmoedigheid lijkt op ataraxia, maar de zielsrust waar bij ataraxia op gedoeld wordt is een staat van genot, terwijl bij gelijkmoedigheid geluk en genot worden overstegen.